# (24753) 1992 UU5
1992 يو يو 5 (ويعرف أيضًا باسم (24753) 1992 يو يو 5 وفق تسمية الكوكب الصغير) (بالإنجليزية: 1992 UU5)‏ هو كويكب ضمن حزام الكويكبات؛ وترتيبه 24753 من حيث الاكتشاف.
اكتُشف هذا الجُرم الفلكي بواسطة Kin Endate ‏ في 28 أكتوبر 1992.

## وصلات خارجية
- (24753) 1992 UU5 في قاعدة بيانات مختبر الدفع النفاث لأجرام النظام الشمسي الصغيرة

- الاكتشاف · مخطط المدار ·  العناصر المدارية · المعلمات المادية

- (24753) 1992 UU5 على موقع ويكي سكاي: DSS2, SDSS, GALEX, IRAS, Hydrogen α, X-Ray, Astrophoto, Sky Map, Articles and images